# Клузия

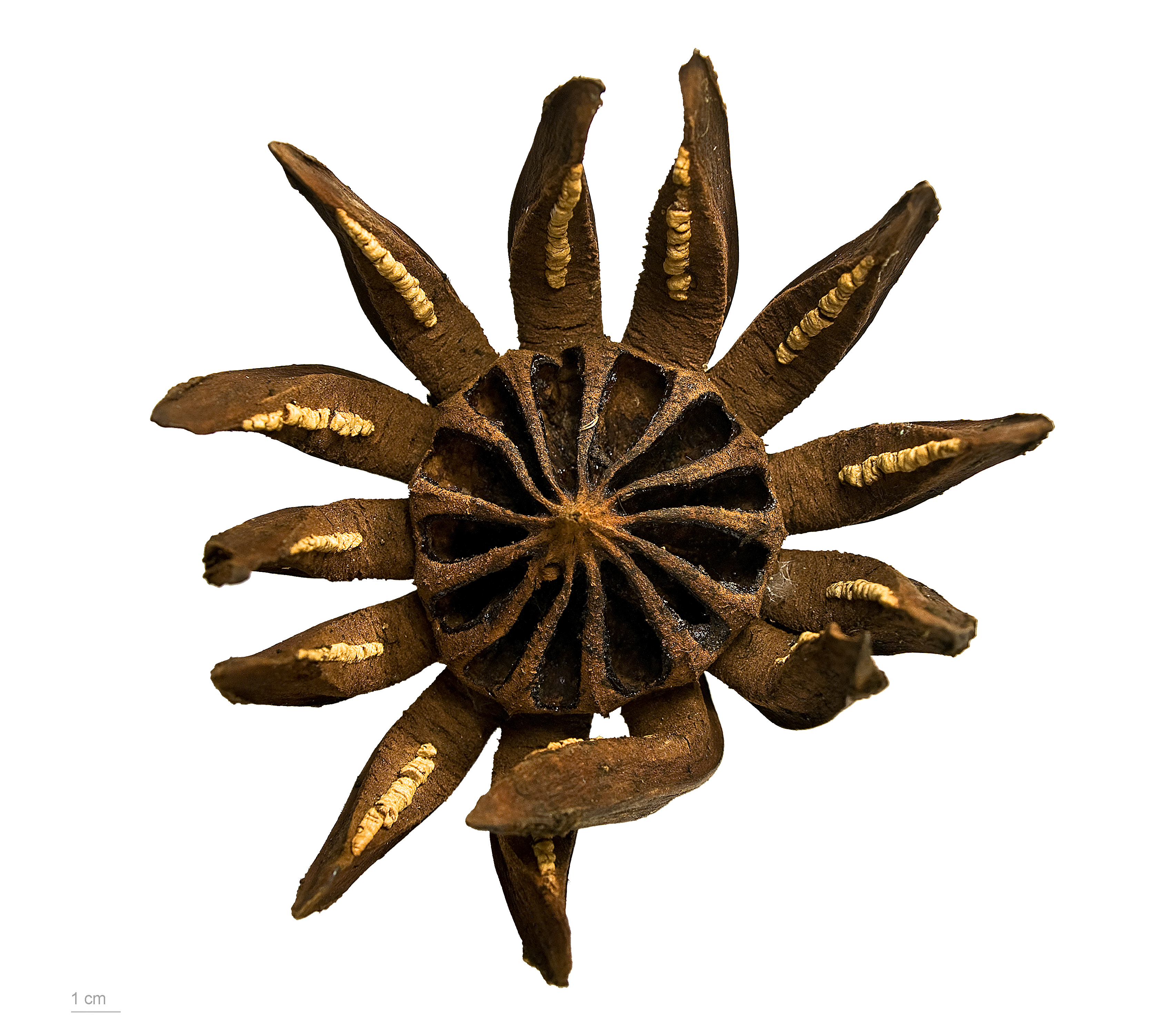
Семена Clusia grandifloraв Тулузском музее

Клузия (лат. Clusia) — род двудольных растений семейства Клузиевые. Насчитывает более 150 — 300 видов.

## Название
Род Клузия был назван Шарлем Плюмье в честь Карла Клузиуса.

## Описание
Виды рода Клузия — это деревья или кустарники; часто эпифитные, в основном двудомные растения. Листья у растений противоположные, кожистые, голые, с коротким черешком.

## Распространение
Виды рода Клузия распространены в тропических областях Америки, причём две трети из видов встречаются в Южной Америке. В Эквадоре представлены, вероятно, около 25 видов; 14 видов встречаются в Андах.

## Виды
По информации базы данных The Plant List, род включает 307 видов. Некоторые из них:
- Clusia alata Planchon & Triana
- Clusia crenata Cuatrec.
- Clusia ducu Benth.
- Clusia ducuoides Engl.
- Clusia ecuadoriana Steyerm.